# Serafín Quiteño
Serafín Quiteño (Santa Ana, 16 de septiembre de  1906 – San Salvador, 6 de junio de 1987) fue un poeta  y periodista salvadoreño. 
La formación de Quiteño fue autodidacta, y comenzó a publicar sus poemas en la revista Lumen en 1926. En 1939 fue director y propietario de la editorial Ir en Santa Ana; además trabajó en varios periódicos como el Diario de occidente, El salvadoreño (1926-1927) y Queremos (1927). 
Bajo el pseudónimo de Pedro C. Maravilla mantuvo por 16 años la columna Ventana de colores en El Diario de Hoy. Ejerció además la vicepresidencia de la Asamblea Legislativa entre 1950 y 1956, cargo desde el cual  promovió la fundación de la Dirección General de Bellas Artes. Fue objeto de homenajes por el Ateneo de El Salvador en 1985 e ingresado a la Academia Salvadoreña de la Lengua  como miembro honorario.
Su obra se caracteriza en su forma por los modelos sencillos y tradicionales; se ubica dentro de las escuela del posmodernismo.

## Obra
- Corason con S, poesía,  San Salvador, 1941.
- Tórrido Sueño, poesía, San Salvador, 1957.

## Fragmento de su poesía
ESTATUA VIVA DE BARRO
(canción de mayo)

Mujer de Cuscatlán, hecha de barro crudo,
modelada con mano bárbara y presurosa
recuerdas en la gracia de tu brazo desnudo
el asa primitiva de un ánfora de loza.

Frutal, rural, ingenua, tu muslo es el renuevo
de un platanero ardiente sembrado en tierra oscura
¡Qué regional tu aroma de cantarito nuevo!
¡Qué ariscos tus andares de elástica premura!

De Corason con S, San Salvador, 1941.